# Heradi Rashidi
Heradi Rashidi (Gbadolite, 24 luglio 1994) è un calciatore congolese (Repubblica Democratica del Congo) naturalizzato svedese, centrocampista svincolato.

## Biografia
Uno dei suoi fratelli, Dida Rashidi, è anch'egli un centrocampista, arrivato però a disputare al massimo il campionato di Superettan.

## Carriera
Ha iniziato a giocare a calcio nel paese in cui è nato, la Repubblica Democratica del Congo, prima di trasferirsi con la famiglia a Skärholmen – nella periferia della capitale svedese Stoccolma – all'età di 10 anni.
Dopo essere cresciuto nei settori giovanili di alcune squadre stoccolmesi prevalentemente come centrocampista esterno, nel 2014 è stato ingaggiato dall'Akropolis che militava in Division 2, il quarto livello del campionato svedese. Le 12 reti di Rashidi, realizzate in 24 partite durante le quali è stato impiegato da attaccante, hanno contribuito a centrare il 1º posto in classifica e di conseguenza la promozione.
L'anno seguente ha fatto parte del Södertälje FK in terza serie. Ha giocato tutte e 26 le partite di campionato di cui 22 da titolare, segnando anche 11 gol, ma la squadra ha chiuso il torneo al 13º posto ed è retrocessa.
Nell'ottobre del 2015, il Dalkurd ha annunciato l'ingaggio di Rashidi a partire dal successivo mese di gennaio, con un contratto triennale. Al momento dell'annuncio, la squadra aveva conquistato da pochi giorni la sua prima promozione nel campionato di Superettan. Il giocatore ha iniziato così la sua prima stagione in seconda serie con la maglia del Dalkurd, ma intorno a metà campionato è stato girato in prestito ad un'altra squadra della stessa categoria, il Syrianska. Rientrato al Dalkurd, ha giocato 29 partite della Superettan 2017 sulle 30 previste da calendario, siglando tre reti. Il 2º posto in classifica ha permesso alla squadra di ottenere una storica promozione in Allsvenskan. Rashidi ha potuto così debuttare nella massima serie svedese il 2 aprile 2018, alla prima giornata di campionato, quando è subentrato ad Alex DeJohn nell'intervallo di AIK-Dalkurd (2-0), gara disputata davanti a 30 334 spettatori. Di lì fino al successivo mese di luglio ha totalizzato cinque presenze, di cui due da titolare e tre dalla panchina.
Rashidi è stato annunciato come nuovo acquisto dell'AIK il 4 luglio 2018, trasferimento avvenuto a tutti gli effetti il 15 luglio alla riapertura della finestra di mercato. Proprio il 15 luglio ha giocato titolare la sua prima partita con l'AIK, decidendo lui stesso la trasferta contro il GIF Sundsvall con un sinistro a giro da fuori area al 94' minuto che ha permesso alla squadra di vincere 0-1 e di mantenere la testa della classifica. Ha continuato ad essere titolare in pianta stabile anche in gran parte delle restanti partite dell'Allsvenskan 2018, conclusa con la conquista del titolo nazionale che all'AIK mancava dal 2009. Il suo contratto, in scadenza dopo l'Allsvenskan 2020 da lui conclusa con 11 presenze all'attivo, non è stato rinnovato dalla società.
Svincolato, nel gennaio 2021 è stato ingaggiato dagli armeni dell'Ararat-Armenia, che tuttavia lo hanno schierato solo in 6 gare di campionato e in una di coppa. La sua parentesi armena è terminata a maggio, quando ha rescisso il contratto.
Nel febbraio 2022 si è accordato con il Brommapojkarna, società stoccolmese neopromossa nella seconda serie nazionale. A luglio tuttavia è tornato a giocare nella massima serie con il passaggio al Mjällby, con cui ha collezionato 11 presenze di cui 2 da titolare. A dicembre ha lasciato la squadra per fine contratto.

## Palmarès

### Club

#### Competizioni nazionali
- Campionato svedese: 1

AIK: 2018